# Dornava (plaats)
Dornava is een plaats in Slovenië en maakt deel uit van de gemeente Dornava in de NUTS-3-regio Podravska. De plaats telde 1.263 inwoners op 1 januari 2020.

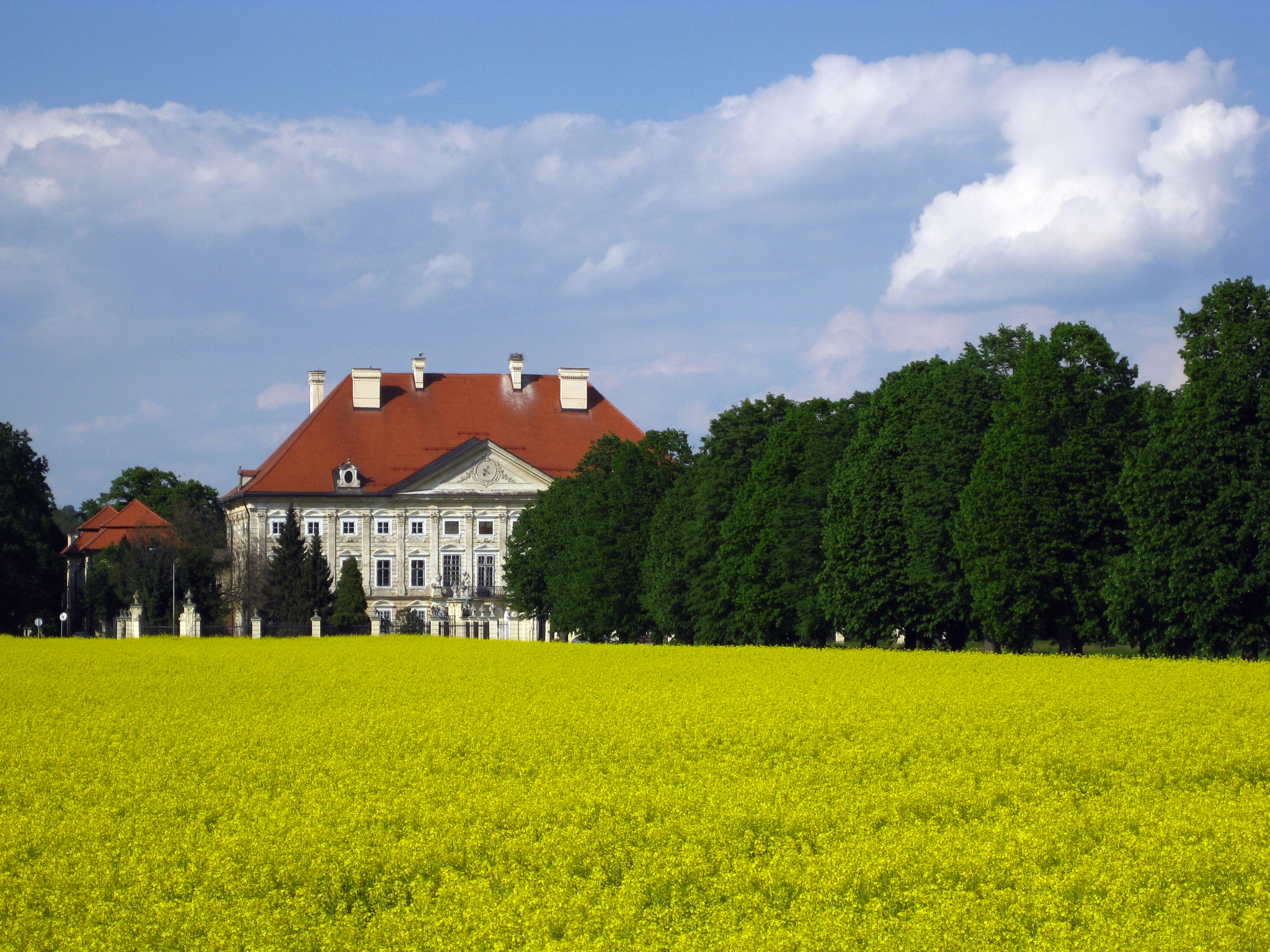
Landhuis